# Anomis holortha
Anomis holortha är en fjärilsart som beskrevs av George Francis Hampson 1926. Anomis holortha ingår i släktet Anomis och familjen nattflyn. Inga underarter finns listade i Catalogue of Life.